# Thymops
Thymops is een geslacht van kreeftachtigen uit de klasse van de Malacostraca (hogere kreeftachtigen).

## Soorten
- Thymops birsteini (Zarenkov & Semenov, 1972)
- Thymops takedai Ahyong, Webber & Chan, 2012